# Alfons De Bal
Alfons De Bal (* 30. September 1943 in Geel) ist ein ehemaliger belgischer Radrennfahrer.

## Sportliche Laufbahn
De Bal war im Straßenradsport aktiv. Von April 1965 bis 1979 war er Unabhängiger und Berufsfahrer. 1965 siegte er im Halse Pijl, 1967 im Druivenkoers, 1969 im Flèche Hesbignonne-Cras Avernas und beim Grote Prijs Stad Vilvoorde, 1973 bei Kessel–Lier, 1974 im Memorial Fred De Bruyne, 1976 auf zwei Etappen der Luxemburg-Rundfahrt, 1977 im Flèche Hesbignonne-Cras Avernas, auf zwei Etappen des Grand Prix Midi Libre und einer Etappe der Luxemburg-Rundfahrt sowie im Omloop van de Vlaamse Scheldeboorden (auch 1978), 1978 auf einer Etappe des Etoile des Espoirs und im Grand Prix de Saint-Raphaël, 1979 im Flèche Hesbignonne-Cras Avernas. Dazu kam eine Reihe von Siegen in Kriterien und Rundstreckenrennen.
Zweiter wurde De Bal im Circuit des Frontières 1966 und im Omloop 3 Provincies 1978. Dritte Plätze holte er in der Ronde van Limburg 1968, in der nationalen Straßenmeisterschaft 1969, in der Ronde van Oost-Vlaanderen 1973 und bei Mailand–Turin 1977. Im Giro d’Italia 1978 war er ausgeschieden.